# سيمون كليفورد
سيمون كليفورد (بالإنجليزية: Simon Clifford)‏ هو لاعب كرة قدم ومدرب كرة قدم بريطاني، ولد في 1970 في Loftus, North Yorkshire ‏ في المملكة المتحدة.